# Basil al-Assad

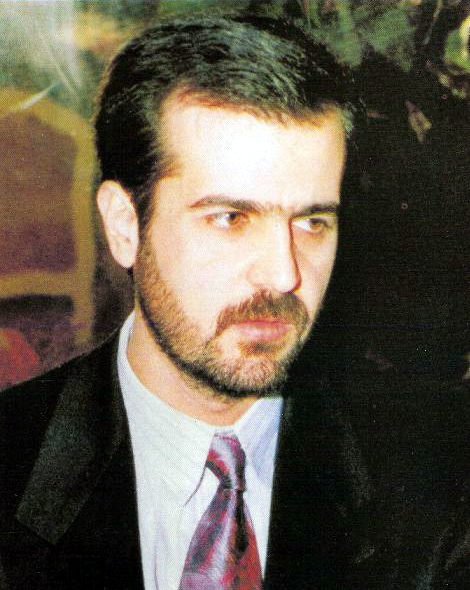
Basil al-Assad

Basil al-Assad (arabisch باسل الأسد, DMG Bāsil al-Asad; * 23. März 1962 in Damaskus; † 21. Januar 1994 ebenda), auch Bassel el-Assad, war der älteste Sohn des ehemaligen Präsidenten Syriens Hafiz al-Assad und dessen Frau Anisa Machluf sowie Bruder des von 2000 bis 2024 regierenden Präsidenten Baschar al-Assad.

## Leben
Basil war von seiner Kindheit an dazu vorbestimmt, das Präsidentenamt seines Vaters zu übernehmen. Er war Leiter des präsidialen Sicherheitsapparates und setzte sich in Antikorruptionskampagnen innerhalb des Regimes groß in Szene. Oft erschien er in kompletter Militäruniform zu offiziellen Anlässen, um damit die Verbundenheit von Regime und Streitkräften auszudrücken.

## Tödlicher Unfall
In den frühen Morgenstunden des 21. Januar 1994 steuerte Basil seinen Mercedes-Benz unter nebligen Sichtverhältnissen und mit deutlich überhöhter Geschwindigkeit von fast 240 km/h über die Zubringerstraße von Damaskus zum 30 km außerhalb der Stadt gelegenen Internationalen Flughafen Damaskus, um in letzter Minute einen Flug nach Deutschland zu erreichen. Mit ihm fuhren sein Cousin Hafis Machluf auf dem Beifahrersitz und ein Chauffeur auf dem Rücksitz, der den Wagen später in die Stadt hätte zurückbringen sollen. Nachdem Basil die Ausfahrt zum Flughafen übersehen hatte, kollidierte das Auto mit einer Betonsperre und überschlug sich mehrfach. Basil al-Assad war sofort tot, während Hafis Machluf eine Kopfverletzung erlitt und der Chauffeur unverletzt blieb.

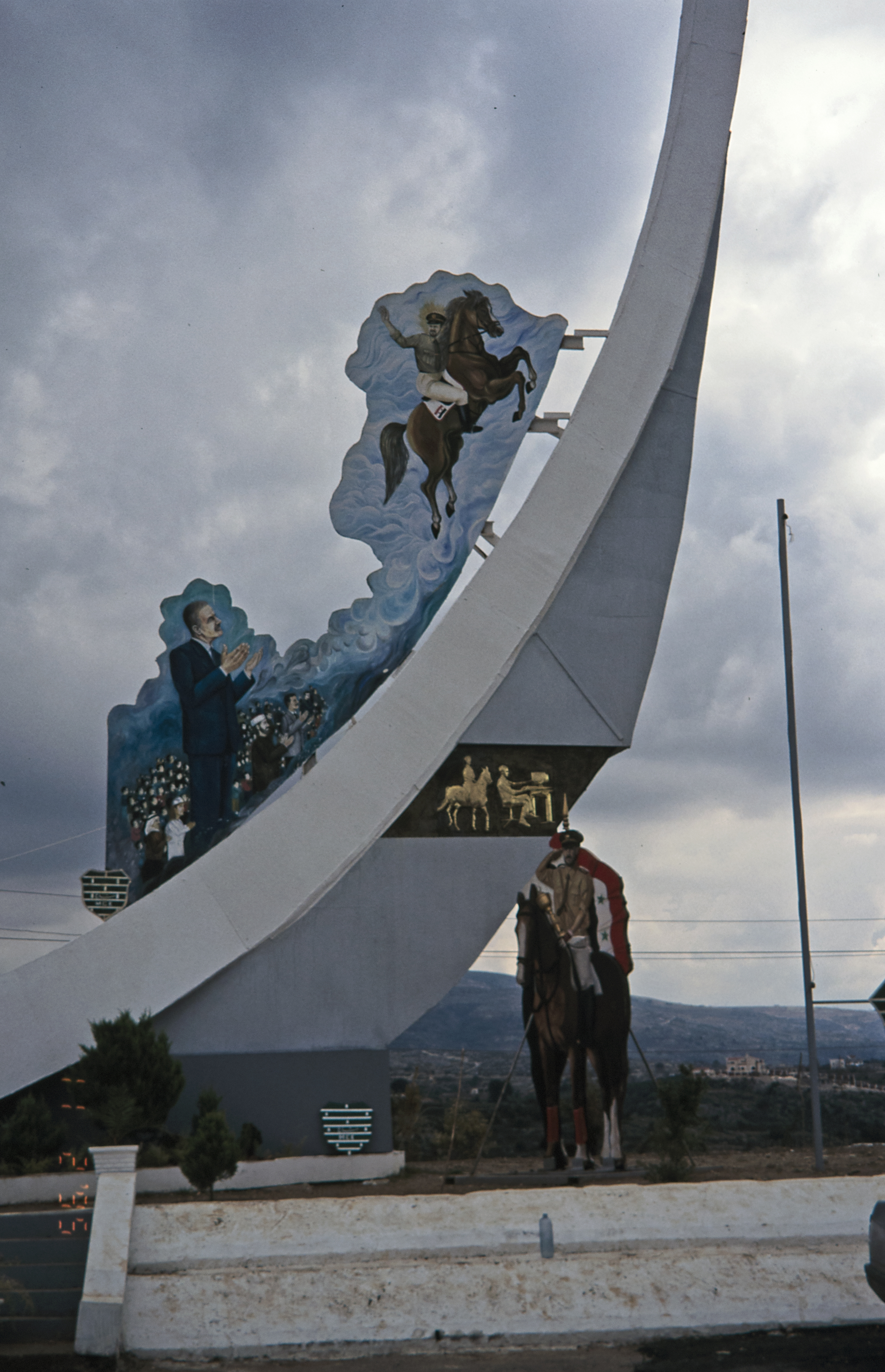
Monument in Qardaha: Basil reitet auf einem Pferd in den Himmel, während sein Vater Hafiz al-Assad und die Bewohner Syriens für ihn beten.

## Nachwirkungen
Basils Tod führte dazu, dass sein bis dahin im Hintergrund stehender jüngerer Bruder Baschar al-Assad, der damals in London die Ausbildung zum Augenarzt durchlief, als Nachfolger für die Präsidentschaft aufrückte. Baschar wurde nach dem Tod seines Vaters im Jahr 2000 Präsident.
Basil wurde von den staatlichen syrischen Medien als „Basil der Märtyrer“ bezeichnet. Viele Plätze und Straßen wie auch der Flughafen in Latakia und ein Staudammprojekt in Tartus wurden nach ihm benannt. Bis Ende 2024 waren Porträts gemeinsam mit seinem Vater und seinem Bruder in ganz Syrien anzutreffen und standen Statuen in mehreren syrischen Städten. Er wurde in Qardaha, der Geburtsstadt seines Vaters, in einem großen Mausoleum begraben. Darin wurde im Jahr 2000 auch sein Vater Hafiz al-Assad beigesetzt.